# Tuluá
Tuluá là một khu tự quản thuộc tỉnh Valle del Cauca, Colombia. Thủ phủ của khu tự quản Tuluá đóng tại Tuluá Khu tự quản Tuluá có diện tích 819 ki lô mét vuông. Đến thời điểm ngày 28 tháng 5 năm 2005, khu tự quản Tuluá có dân số 145531 người.